# 小綠葉蟬
小綠葉蟬（學名：Jacobiasca formosana）為葉蟬科的一種，體型甚小約7（0.28英寸）左右，全身有青綠色的保護色，在台灣山區經常可發現其蹤跡。每年5月與8、9月為高峰期，成蟲及幼蟲會吸食桑樹、茶樹、柑桔樹、田菁、苧麻、菜豆、桃等汁液，對於茶葉熟成具有其貢獻。其种加词“formosana”意为“台湾的”。

## 別稱
茶小綠葉蟬、小綠浮塵子（臺灣客家語）、蝝仔、跳仔。

## 東方美人茶
被小綠葉蟬咬過的茶葉稱作著涎，茶樹會產生一種特殊的氣味足以吸引小綠葉蟬的天敵白斑獵蛛，而這種特殊的氣味在茶葉萎凋沖泡後被視為特殊的香氣，稱為東方美人茶。